# Герман Шміц (мистецтвознавець)
Герман Шміц (нім. Hermann Schmitz; 2 січня 1882, Ельберфельд — 16 січня 1946 Дрезден) — німецький історик мистецтва, директор Бібліотеки мистецтв в Берліні.

## Біографія
Герман Шміц народився в католицькій сім'ї в Вестфалії. Його батьком був адвокат Альфонс Шміц (1818—1889), а матір'ю — Елізабет (1851—1882). Після закінчення гімназії в Ельберфельді, Герман вивчав історію мистецтва в Марбурзі (1901), Мюнхені (1901—1902), Берліні (1902—1903), Базелі (1903—1904) і Мюнстері (1904—1905); в Мюнстері ж він 1905 року отримав докторський ступінь (під керівництвом Германа Еренберґа). 1 квітня 1904 року Шміц почав свою кар'єру як науковий співробітник у Бібліотеці мистецтв в Берліні. 1905 року він став науковим співробітником в «Kunstgewerbemuseum» (під керівництвом Юліуса Лессінґа), а з 1 квітня 1908 року помічником директора Отто фон Фалке. 1 липня 1918 року Шміц був призначений професором-куратором.
1918 року Шміц залишився осторонь від Листопадової революції — він в основному відкидав ідеї, висловлені Арбейтратом фюр-Кунстом, в тому числі і принцип державного фінансування сучасного мистецтва. Незважаючи на це, 1919 року, Герман Шміц був призначений куратором новоствореного музею в берлінському Міському палаці. 1921 року палац став місцем для розміщення Музею прикладного мистецтва. 1926 року Шміц опублікував перший історичний і культурний огляд пруських королівських палаців — особливо в Берліні і в Потсдамі. Герд Песккен відгукнувся про працю Шміца як про «майстерну».
Шміц відкидав модні архітектурні тенденції свого часу — такі як арт деко або неоготичний експресіонізм — вважаючи їх недоречними в державному секторі. Кілька разів він публічно виступав проти Міністерства науки, мистецтва і освіти за фінансування реалізації об'єктів, що створювалися в рамках нових художніх течій.
В результаті серії суперечок з політиками і бюрократами Веймарської республіки, 31 січня 1928 року Шміц подав у відставку з посади куратора — він зробив це в знак протесту, відмовившись від пенсії і написавши брошуру під назвою «Революція розуму! Прусська культурна політика і національна спільнота з 9 листопада 1918 року» (опублікована 1931 року). Після закінчення музейної кар'єри — з лютого 1928 року по жовтень 1930 року — Шміц працював в антикварному відділі берлінської компанії «Margraf & Co.».
Після приходу до влади націонал-соціалістів, яких Шміц підтримував, 1 липня 1933 він був призначений виконуючим обов'язки директора Державної художньої бібліотеки — Шміц став наступником Курта Глейзера, звільненого націонал-соціалістами; влітку 1934 року Герман Шміц став постійним директором. На початку липня 1934 року бібліотека мала покинути своє приміщення, щоб звільнити місце для майбутнього розширення Головного управління імперської безпеки. Бібліотека була знову відкрита на новому місці в січні 1936 року; Шміц був відправлений у відставку 1 січня 1942 року. Герман Шміц був евакуйований в Дрезден в кінці Другої світової війни — там він пережив повітряний наліт, який відбувся 13 лютого 1945 року. На початку 1946 року, в Дрездені ж, Шміц і помер від голоду і хвороб.

## Праці
- Die mittelalterliche Malerei in Soest. Beitrag zur Geschichte des Naturgefühls in der deutschen Kunst. Dissertation Münster 1905 (mit Lebenslauf).
- Druckfassung Die mittelalterliche Malerei in Soest. Zur Geschichte des Naturgefühls in der deutschen Kunst (= Beiträge zur westfälischen Kunstgeschichte 3). Coppenrath, Münster 1906 (посилання).
- Die Glasgemälde des Königlichen Kunstgewerbemuseums in Berlin. Mit einer Einführung in die Geschichte der deutschen Glasmalerei . Bard, Berlin 1913 (посилання).
- Die deutsche Malerei, vom ausgehenden Mittelalter bis zum ende der Renaissance, 1913[3] (посилання).
- Berliner Baumeister vom Ausgang des achtzehnten Jahrhunderts. Verlag für Kunstwissenschaften, Berlin 1914. (посилання). 2. Auflage Berlin 1925.
Unveränd. Nachdruck der 2. Auflage Gebr. Mann, Berlin 1980, ISBN 978-3-7861-1272-3.
- Berliner Eisenkunstguß. Festschrift zum fünfzigjährigen Bestehen des Königlichen Kunstgewerbemuseums 1867 bis 1917. Bruckmann, o. O., o. J. [München 1917].
- Bild-Teppiche. Geschichte der Gobelinwirkerei . Verlag für Kunstwissenschaft, Berlin 1919.
- Vor hundert Jahren. Festräume und Wohnzimmer des deutschen Klassizismus und Biedermeier. Verlag für Kunstwissenschaft, Berlin 1920.
- Kunst und Kultur des 18. Jahrhunderts in Deutschland . Bruckmann, München.
- Die Kunst des frühen und hohen Mittelalters in Deutschland. Bruckmann, München 1924.
- Soest und Münster (= Berühmte Kunststätten Band 45). Seemann, Leipzig 1 925.
- Preußische Königsschlösser. Drei Masken, München 1926.
 Neuausgabe mit einem Nachwort von Goerd Peschken, Gebr. Mann, Berlin 1999 року, ISBN 3-7861-1849-3.
- Das Möbelwerk. Die Möbelformen vom Altertum bis zur Mitte des 19. Jahrhunderts . E. Wasmuth, Berlin [1926].
Nachdruck Wasmuth, Tübingen 1982, ISBN 978-3-8030-5022-9.
- Revolution der Gesinnung! Preussische Kulturpolitik und Volksgemeinschaft seit dem 9. November 1918 . Selbstverlag, Neubabelsberg 1931.
- Katalog der Ornamentstichsammlung der Staatlichen Kunstbibliothek zu Berlin. Verlag für Kunstwissenschaft, Berlin 1939.
Nachdruck B. Franklin, New York 1958; HES Publishers, Utrecht 1986.